# Bärendienst
Ein Bärendienst ist eine Handlung, die in guter Absicht erfolgt, aber (trotzdem) schlechte Folgen hat. Die zugehörige Redensart „jemandem einen Bärendienst erweisen“ dürfte der Fabel Der Bär und der Gartenliebhaber (1678) des französischen Dichters Jean de La Fontaine entstammen. Darin will der Bär eifrig eine Fliege von der Nase des Gärtners verscheuchen, tötet ihn aber dabei. Die Redewendung ist u. a. im Deutschen, im Dänischen (bjørnetjeneste), im Norwegischen (bjørnetjeneste), im Schwedischen (björntjänst), im Estnischen (karuteene) und in slawischen Sprachen gebräuchlich.

## La Fontaines Fabel

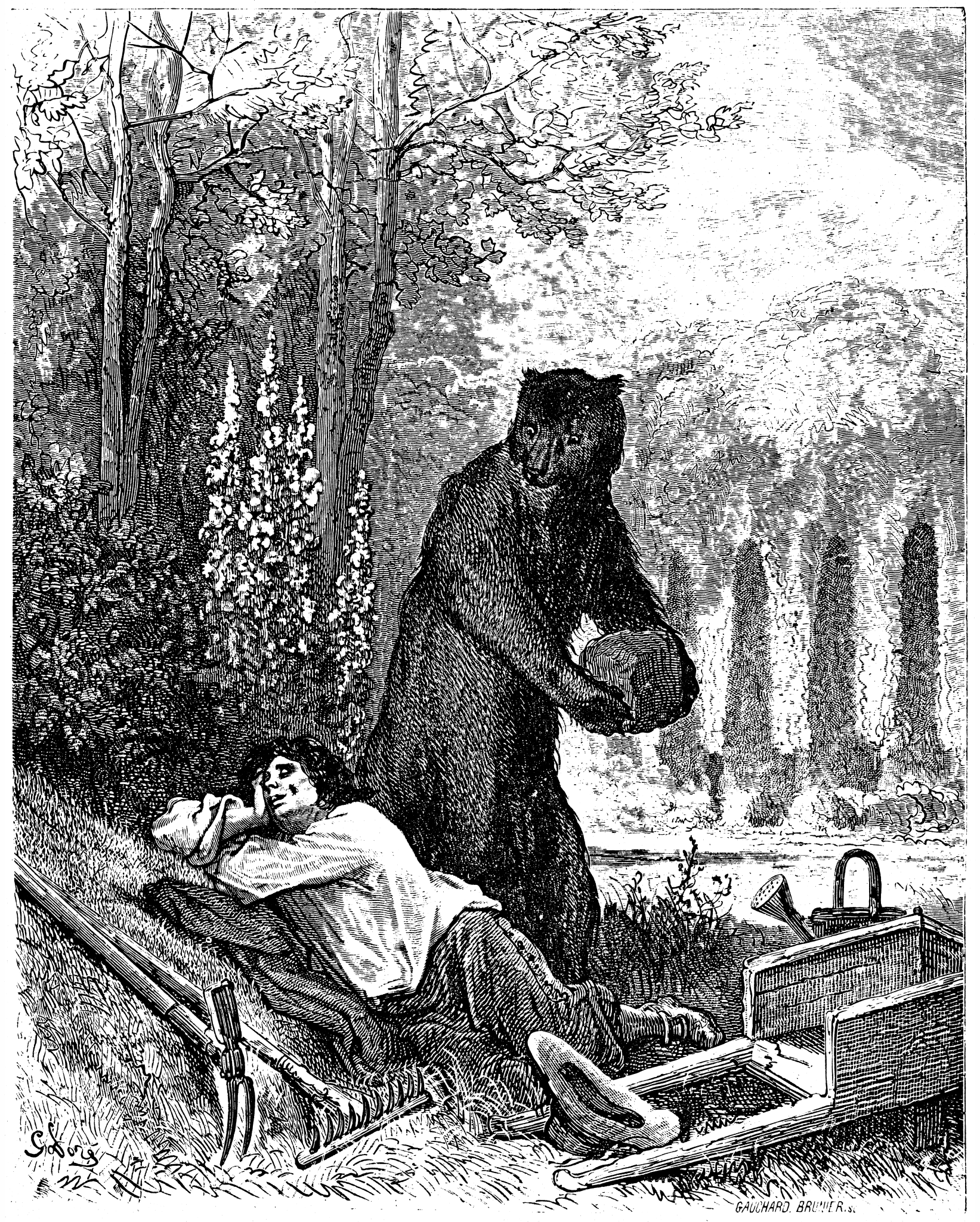
Illustration von Gustave Doré

In L’ours et l’amateur des jardins (dt. Der Bär und der Gartenliebhaber), einer der Fabeln von La Fontaine, treffen sich ein Bär und ein alter Gartenliebhaber, beide einsam und auf der Suche nach Gesellschaft. Sie beschließen, zusammenzuleben, und jeder geht seiner Tätigkeit nach: Der Bär beschafft Wild und der Hobbygärtner pflegt seinen Garten. Eines Tages setzt sich eine Fliege auf das Gesicht des schlafenden Gärtners. Der Bär will seinem Freund helfen und die Fliege verjagen, indem er einen großen Stein nach ihr wirft. Weder die Fliege noch der Gärtner überleben.

### Auszug ausL’ours et l’amateur des jardins
(…)
Un jour que le Vieillard dormoit d’un profond somme,

Sur le bout de son nez une <mouche> allant se placer

Mit l’Ours au désespoir ; il eut beau la chasser.

«Je t’attraperai bien, dit-il ; et voici comme.»

Aussitôt fait que dit : le fidèle émoucheur

Vous empoigne un pavé, le lance avec roideur,

Casse la tête à l’Homme en écrasant la mouche ;

Et non moins bon archer que mauvais raisonneur,

 Raide mort étendu sur la place il le couche.

Rien n’est si dangereux qu’un ignorant ami ;

 Mieux vaudroit un sage ennemi.

### Übersetzung von Ernst Dohm
(…)
Einst sieht er unsern Greis in tiefem Schlummer liegen

und eine Fliege, die ihm auf der Nase kreucht;

er wütet, da umsonst er immer fort sie scheucht.

„Wart’ nur!“ so ruft er aus. „Und wie will ich dich kriegen!“

Gesagt, getan: seht da, der Fliegenmeister rafft

’nen Pflasterstein euch auf, schleudert ihn voller Kraft,

zermalmt des Greises Haupt, die Fliege zu verjagen,

und hat – ein guter Schütz, allein höchst mangelhaft

als Denker – auf der Stell’ ihn mausetot geschlagen.

Nichts bringt so viel Gefahr uns als ein dummer Freund;

 weit besser ist ein kluger Feind.